# نبيل عبيد الله
نبيل عبيد الله (مواليد: 05 أغسطس 1982 في امستردام)، وهو لاعب كرة قدم هولندي محترف سابق لعب من اصل مغربي.

## سيرة ذاتية
ولد نبيل عبيدالله في أمستردام، وبدأت مسيرته المهنية في أياكس أمستردام عام 1999م، ومن هناك انتقل إلى إبسويتش تاون، حيث لعب مرتين فقط في الدوري وكلاهما جاء كبديل ضد إيفرتون وبرادفورد سيتي، وفي عام 2001م شارك في ست مباريات مع تاون لمدة أربع سنوات قبل أن يحصل على انتقال مجاني إلى نورثهامبتون تاون، ولعب أيضًا مع فريق هيبريدج سويفتس وكلاكون تاون قبل أن يعود إلى هولندا ليلعب مع فريق الهواة امستردام سشي في عام 2005م، وفي عام 2006 م لعب في اف سي الاسمير ، أما في عام 2008م انضم إلى فريق فاسبيرج السويدي قبل أن ينضم إلى نادي توريس الإيطالي في عام 2009م.

## وصلات خارجية
- نبيل عبيد الله على موقع قاعدة بيانات كرة القدم.إي يو (الإنجليزية)
- نبيل عبيد الله على موقع Soccerbase.com (لاعب) (الإنجليزية)
- نبيل عبيد الله على موقع عالم كرة القدم.نت (الإنجليزية)